# Nick Cave
Nick Cave (født Nicholas Edward Cave den 22. september 1957) er en australsk rocksanger, forfatter til både bøger og filmmanuskripter samt lejlighedsvis skuespiller.
Cave var sanger i bandet Birthday Party 1980-1983, hvorefter han flyttede til Europa og dannede sit nuværende band, Nick Cave and the Bad Seeds. I 2007 udgav han et album med bandet Grinderman, der griber tilbage til tiden med Birthday Party.
Nick Caves musik er generelt præget af mørke stemninger. Han trækker på både country, punkrock, postpunk og salmer, og udtrykket varierer fra den aggressive udladning til den stille ballade. Der er ofte skæve og skramlende elementer, og Caves vokal er langt fra de traditionelle idealer om en smuk stemme.
Nick Caves tekster er karakteriseret ved et mystisk, rigt symbolsk sprog. Cave har desuden udgivet romanen And the Ass Saw the Angel, King Ink, Kink Ink II og lavet musikken til Wim Wenders-filmen Himlen over Berlin i 1987, ligesom han selv har medvirket i flere film og skrevet manuskriptet til den barske western The Proposition der foregår i Australien.
Århus Teater opførte i 2006-2007 teaterkoncerten Nick Cave. Teaterkoncerten bestod af et udvalg af Nick Cave and Bad Seeds sange oversat til dansk. I 2007 vandt stykket Reumertprisen for årets forestilling.
Den tyske tegner Richard Kleist udgav i 2017 en tegneserie baseret på Nick Caves liv.
I 2020 havde Det Kgl. Bibliotek verdenspremiere på Stranger Than Kindness: The Nick Cave Exhibition i Den Sorte Diamant i København. Udstillingen er lavet i samarbejde med Nick Cave selv og skildrer både hans omtumlede liv og langstrakte karriere. 

## Personlige liv
Cave har fire sønner. med tre forskellige kvinder: Luke, født i 1991, Jethro, også født i 1991, og tvillingerne Arthur og Earl, født i 2000.
I 2015 mistede Nick Cave den ene af sine to tvillingesønner . Den kun 15-årige Arthur Cave faldt i en LSD-rus ud fra en klippe i det sydlige England og døde af de skader, han fik af styrtet.
I 2022 mistede Cave endnu en søn, Jethro, som kort inden sin død var blevet løsladt fra fængslet.

## Diskografi
The Boys Next Doors
- Door, Door (1979)

The Birthday Party
- The Birthday Party (1980)
- Prayers on Fire (1981)
- Junkyard (1982)

Nick Cave and the Bad Seeds
- From Her to Eternity (1984)
- The Firstborn Is Dead (1985)
- Kicking Against the Pricks (1986)
- Your Funeral… My Trial (1986)
- Tender Prey (1988)
- The Good Son (1990)
- Henry's Dream (1992)
- Live Seeds (1993)) (live album)
- Let Love In (1994)
- Murder Ballads (1996)
- The Boatman's Call (1997)
- No More Shall We Part (2001)
- Nocturama (2003)
- Abattoir Blues / The Lyre of Orpheus (dobbelt-cd, 2004)
- B-Sides & Rarities (tre cd'er, 2005)
- The Abattoir Blues Tour (2007)
- Live at the Albert Hall (2008) (live album)
- Dig, Lazarus, Dig!!!, (2008)
- Push the Sky Away (2013)
- Skeleton Tree (2016)
- Ghosteen (2019)
- Wild God (2024)

Grinderman
- Grinderman (2007)
- Grinderman II (2010)

Nick Cave and Warren Ellis
- Carnage (2021)